# Adelphomyia acicularis
Adelphomyia acicularis is een tweevleugelige uit de familie steltmuggen (Limoniidae). De soort komt voor in het Palearctisch gebied.

## Ondersoorten
- Adelphomyia acicularis acicularis
- Adelphomyia acicularis bidens